# Vanuatu Daily Post
Le Vanuatu Daily Post est le seul journal quotidien du Vanuatu, connu pour son indépendance politique et sa défense de l'éthique en politique, de l'État de droit et de la liberté de la presse, ce qui lui a valu de nombreuses attaques en justice de la part de gouvernements successifs. Le Daily Post est, de fait, l'organe de presse de référence du pays.

## Histoire
Le journal est fondé par Marc Neil-Jones, Britannique naturalisé vanuatais, arrivé au Vanuatu en 1989 avec « un de ces premiers petits ordinateurs Macintosh et la première imprimante laser d'Apple ». Le journal est fondé en 1993, après avoir dû obtenir l'autorisation du gouvernement du Premier ministre Maxime Carlot Korman car Marc Neil-Jones est un étranger. Il est fondé via le rachat par Marc Neil-Jones du journal The Trading Post, qui est alors simplement une publication de petites annonces ne couvrant pas du tout les événements au Vanuatu. La presse vanuataise se résume jusque là au Vanuatu Weekly Hebdomadaire, journal bilingue en français et en anglais émis par le gouvernement, et au Vanuascope, hebdomadaire privé qui fait faillite en 1994,,.
Le Trading Post, employant Kalvao Moli comme journaliste, est d'abord brièvement un très petit journal hebdomadaire, puis paraît deux fois par semaine à partir de 1994,. Critiqué car il est publié uniquement en anglais et donc sans contenu en français, le journal reçoit le soutien Maxime Carlot Korman qui confirme son autorisation à continuer. En 1999, Marc Neil-Jones est physiquement agressé par un proche du vice-Premier ministre Willy Jimmy en raison de la couverture par le journal d'une affaire judiciaire ; l'homme attaque Neil-Jones à coups de poing et avec une chaise avant d'être maîtrisé. Par la suite, Willy Jimmy fait téléphoner au journal, ordonnant que son nom ne soit pas cité en lien avec cette agression, et menaçant d'envahir sinon les locaux et de détruire son matériel. Peu après, un conseiller de Willy Jimmy, accompagné de policiers, vient réitérer ce message dans les locaux du journal.
À partir de la fin des années 1990, la première ombudsman de l'histoire du pays, Marie-Noëlle Patterson, publie dans le Trading Post ses rapports détaillés sur la corruption qui sévit au gouvernement, et en janvier 2001 le Premier ministre Barak Sopé fait expulser Marc Neil-Jones du pays pour avoir révélé un acte de fraude de sa part. Vincent Lunabek, président par intérim de la Cour suprême (en), casse cet arrêté d'expulsion ; Marc Neil-Jones revient au Vanuatu, tandis que Barak Sopé est par la suite condamné à trois de prison pour fraude,.
À partir de 2001, le Trading Post n'est plus le seul journal privé du pays, avec le lancement du journal hebdomadaire Port-Vila Presse. En 2002, le Trading Post devient un quotidien et prend son nom actuel, The Vanuatu Daily Post. À partir de 2005, il imprime en couleur.
En 2006, le journaliste sportif du Daily Post, Samuel Taffo, est agressé par un policier en marge d'un match de rugby entre l'équipe de rugby de la police et celle de la Force mobile de Vanuatu (en), les forces armées du pays. Le Daily Post rapporte cet incident, et Marc Neil-Jones est arrêté et emprisonné par l'équipe de rugby de la police. Il est libéré le jour même par décision de justice, après avoir pu discuter pendant plusieurs heures avec des prisonniers qui lui montrent les marques des sévices qu'ils ont subis de la part de la police. Le Daily Post publie alors un rapport détaillé et un éditorial sur les violations des droits de l'homme en prison, qui aboutit à un changement de politique pénale avec l'aide de recommandations fournies par la Nouvelle-Zélande.
En 2008, avec une aide financière de la part de l'Union européenne, le Daily Post crée le premier journal entièrement francophone du Vanuatu, L'Hebdo du Vanuatu, à destination des Vanuatais francophones, y compris ceux expatriés en Nouvelle-Calédonie voisine.
Outre son agression en 1999, son expulsion du pays en 2001 et son arrestation en 2006, Marc Neil-Jones a été agressé deux autres fois dans les locaux du journal. En 2009, des policiers pénètrent dans les locaux et le passent à tabac en réaction à un nouvel article sur des violations des droits de l'homme en prison, article qui a mené à la suspension du directeur de la prison par le gouvernement. En 2011, il est passé à tabac par le ministre des Infrastructures publiques Harry Iauko accompagné de sept autres hommes. Le journal publie alors une photo du visage tuméfié de son directeur général. Reconnu coupable, le ministre n'est condamné qu'à une amende, une peine dénoncée comme insuffisante par Reporters sans frontières,,.
Marc Neil-Jones démissionne pour des raisons de santé en 2015. En 2019, son successeur, Dan McGarry, est expulsé du pays sur ordre du Premier ministre Charlot Salwai après un article dans le Daily Post concernant la détention arbitraire de résidents chinois, dont certains naturalisés vanuatais. La Cour suprême casse son expulsion en 2023, date à laquelle toutefois Dan McGarry s'est déjà désengagé du journal et tourné vers d'autres projets.

## L'entreprise
Le Vanuatu Daily Post est la propriété de l'entreprise Trading Post Ltd, qui en 2012 a par ailleurs lancé la station de radio 96 BUZZ FM, et en 2019 a acheté le site web Buy'n'Sell Vanuatu, site marchand de mise en relation de vendeurs et d'acheteurs de toutes sortes de biens et de services. Trading Post Ltd possède également deux magazines, Vanuatu Business Review (presse économique et financière) et Life & Style (mode), ainsi que What To Do In Vanuatu, le journal officiel du Bureau du Tourisme de Vanuatu.
Financé principalement par la publicité, le Daily Post publie des informations nationales et locales, des éditoriaux et des analyses, des actualités sportives, et son site web inclut des articles d'actualités vanuataises en langue chinoise. Son édition papier est en vente uniquement à Port-Vila, la capitale, bien que son site web soit accessible aux quelque 35 % de la population du pays ayant accès à Internet.